# Missão Vuelvan Caras
Missão Vuelvan Caras (em castelhano:  Misión Vuelvan Caras) é um programa social criado em março de 2004 e presidido pelo governo de Hugo Chávez para criar 1,2 milhão de empregos para o desenvolvimento endógeno, através de re-qualificação profissional e formação de cooperativas.Apareceu como proposta política pela primeira vez na Venezuela na Agenda Alternativa Bolivariana, em 1996.
Conforme o governo, o objetivo seria tirar a dependência da indústria tradicional e dos oligopólios para criar um modelo produtivo, econômico e social que vá além do capitalismo.Por isso, após a apresentação da missão, o presidente da Venezuela Hugo Chávez resolveu utilizar o termo Socialismo do século XXI como sintetizador das futuras missões bolivarianas.